# Randal Graves
Randal Graves est un personnage de fiction du View Askewniverse, univers de fiction créé par Kevin Smith. Il est interprété par Jeff Anderson.

## Apparitions

### Clerks: Les Employés modèles(1994)
Randal travaille dans un vidéo-club, RST Video jusqu'à côté de l'épicerie Quick Stop où travaille son meilleur ami Dante Hicks. Il arrive en retard, comme d'habitude, pour ouvrir le vidéo-club. Au passage, il se moque d'une cliente. Puis il va embêter Dante. Dans la journée, alors qu'il s'est absenté, Randal vend par mégarde un paquet de cigarettes à une fillette de 4 ans. Plus tard, Dante aura la visite d'un homme lui infligeant une amende pour cela.

### Jay et Bob contre-attaquent(2001)
Jay et Silent Bob squattent encore pour vendre leur drogue devant le Quick Stop. Randal dit à Dante qu'il faut absolument les virer de là. Plus tard, il voit à la télévision les dégâts infligés par les deux dealers, qui se dirigent vers Hollywood. À la fin, ils vont voir le film adapté de la vie de Jay et Bob, Bluntman & Chronic - The Movie.

### The Flying Car(2002) - court-métrage
Dante et Randal sont en voiture. Alors qu'ils sont dans un embouteillage, ils discutent sur les bienfaits qu'aurait une voiture volante comme celles dans la série d'animation Les Jetson.

### Clerks 2(2006)
Randal a oublié d'éteindre la machine à café du Quick Stop. Résultat : l'épicerie a brûlé. Quelques mois plus tard, lui et Dante travaillent au Mooby's, un restaurant rapide dirigé par la belle Becky Scott. Randal s'amuse à persécuter Elias, un jeune employé du restaurant. Mais Randal apprend que Dante va le quitter pour suivre Emma, sa future femme, en Floride. En parallèle, il veut réhabiliter l'expression « Pauvre macaque » qui, selon lui et seulement lui, n'a rien de raciste. Résigné au départ de Dante, il veut lui organiser une petite surprise de taille pour son départ...
Alors que Dante décide finalement d'épouser Becky, Randal et lui rachètent et rénovent le Quick Stop, grâce à l'argent prêté par Jay et Silent Bob.

### Clerks 3(2022)
Après avoir fait une crise cardiaque, Randal embarque Dante pour faire un film sur leurs vies.